# Francis Spain
Francis James Spain (* 17. Februar 1909 in Quitman, Georgia; † 23. Juni 1977 in Rochester, New York) war ein US-amerikanischer Eishockeyspieler.  

## Karriere
Francis Spain besuchte zunächst die Phillips Exeter Academy sowie anschließend das Dartmouth College. Parallel zu seinem Studium spielte er Eishockey und Baseball. Anschließend lief er für das Amateur-Eishockeyteam Boston Olympics auf. Nach seiner Eishockey-Karriere war er als Geschäftsmann tätig. 

### International
Für die USA nahm Spain an den Olympischen Winterspielen 1936 in Garmisch-Partenkirchen teil, bei denen er mit seiner Mannschaft die Bronzemedaille gewann.

## Erfolge und Auszeichnungen
- 1936 Bronzemedaille bei den Olympischen Winterspielen